# Louise Wilhelmina baronesse Bentinck
Louise Wilhelmina baronesse Bentinck (kasteel Nijenhuis bij Wijhe, 24 januari 1797 - Rotterdam, 4 januari 1870) was een dochter van Adolf Carel Bentinck van Nijenhuis en Marie Françoise baronesse van Aerssen Beijeren (Meteren, 22 september 1767- kasteel Nijenhuis bij Wijhe, 6 oktober 1807). Zij trouwde op 13 mei 1824 in Wijhe met Adolf Christiaan Floris baron van Hemert tot Dingshof (Kampen, 16 februari 1798 - havezate Dingshof in Olst, 19 oktober 1832). Op 6 februari 1829 werd uit dit huwelijk op het Kasteel van Coevorden Marie Adolphine Françoise baronesse van Hemert geboren.